# السميدع
السميدع بن قطورا
ملك وسيد العماليق وتهامة    وكان في نهاية عهد النبي إبراهيم خليل الله عليه السلام و أيضاً في زمن النبي إسماعيل عليه السلام .
السميدع الذي ذكره فهو السميدع بن هوثر - بثاء مثلثة - قيدها البكري - بن لاي بن قطورا بن كركر بن عملاق ويقال إن الزباء ملكة تدمر كانت من ذريته وهي بنت عمرو بن أذينة بن ظرب بن حسان وبين حسان وبين السميدع آباء كثيرة ولا يصح قول من قال إن حسان ابنه لصلبه لبعد زمن الزباء من السميدع، وقد ذكرنا الاختلاف في اسمها في غير هذا الموضع وذكر الحارث بن مضاض الأكبر بن عمرو بن سعد بن الرقيب بن هي بن بنت جرهم 
ذكر السميدع بن قاطرا وقومه وماجرى لهم
قال ابن إسحاق : وبنو إسماعيل، وبنو نابت مع جدهم مضاض بن عمرو وأخوالهم من جرهم، وجرهم وقطوراء يومئذ أهل مكة، وهما ابنا عم وكانا ظعنا من اليمن، فأقبلا سيارة وعلى جرهم : مضاض بن عمرو، وعلى قطوراء : السميدع رجل منهم. وكانوا إذا خرجوا من اليمن لم يخرجوا إلا ولهم ملك يقيم أمرهم. فلما نزلا مكة رأيا بلدا ذا ماء وشجر فأعجبهما فنزلا به. فنزل مضاض بن عمرو بمن معه من جرهم بأعلى مكة بقعيقعان فما حاز. ونزل السميدع بقطوراء أسفل مكة بأجياد فما حاز. فكان مضاض يعشر من دخل مكة من أعلاها، وكان السميدع يعشر من دخل مكة من أسفلها، وكل في قومه لا يدخل واحد منهما على صاحبه. ثم إن جرهم وقطوراء بغى بعضهم على بعض وتنافسوا الملك بها، ومع مضاض يومئذ بنو إسماعيل وبنو نابت، وإليه ولاية البيت دون السميدع. فسار بعضهم إلى بعض فخرج مضاض بن عمرو من قعيقعان في كتيبة سائرا إلى السميدع، ومع كتيبته عدتها من الرماح والدرق والسيوف والجعاب يقعقع بذلك معه فيقال ما سمي قعيقعان بقعيقعان إلا لذلك. وخرج السميدع من أجياد، ومعه الخيل والرجال فيقال ما سمي أجياد: أجيادا إلا لخروج الجياد من الخيل مع السميدع منه. فالتقوا بفاضح واقتتلوا قتالا شديدا، فقتل السميدع، وفضحت قطوراء. فيقال ما سمي فاضح فاضحا إلا لذاك. ثم إن القوم تداعوا إلى الصلح فساروا حتى نزلوا المطابخ : شعبا بأعلى مكة، واصطلحوا به وأسلموا الأمر إلى مضاض. فلما جمع إليه أمر مكة، فصار ملكها له نحر للناس فأطعمهم فاطبخ الناس وأكلوا، فيقال ما سميت المطابخ : المطابخ إلا لذلك. وبعض أهل العلم يزعم أنها إنما سميت المطابخ، لما كان تبع نحر بها، وأطعم وكانت منزله فكان الذي كان بين مضاض والسميدع أول بغي كان بمكة فيما يزعمون.

## ملحوظة
السميدع ملك العماليق من العرب البائدة التي هلكت وبادت ولم تبقى من أخبارهم الا القصص والحكايات والخرافات والمصادر التاريخية عنهم قليلة
- وبعد موت السميدع بن قاطورا بعد أن عمر طويلا أو قتله بعد هزيمة قومه بمكه وخروجهم منها، أصبح كل ملك من العماليق الذين يسكنون تهامة وصحراء الجزيرة العربية،يتسمى منهم بالسميدع حتى اخرهم الذي قتل على يد النبي يوشع بن نون فتى موسى .

## المصدر
http://sirah.al-islam.com/display.asp?f=rwd1078.htm
-السيرة النبوية لابن هشام -ص112-ص113